# Cochran
|  | Per a altres significats, vegeu «Nik Cochran». |

Cochran és una població dels Estats Units a l'estat de Geòrgia. Segons el cens del 2000 tenia 4.455 habitants.

## Demografia
Segons el cens del 2000, Cochran tenia 4.455 habitants, 1.632 habitatges, i 1.055 famílies. La densitat de població era de 420,6 habitants per km².
Dels 1.632 habitatges en un 30,8% hi vivien nens de menys de 18 anys, en un 37,6% hi vivien parelles casades, en un 23,2% dones solteres, i en un 35,3% no eren unitats familiars. En el 31,9% dels habitatges hi vivien persones soles el 15,6% de les quals corresponia a persones de 65 anys o més que vivien soles. El nombre mitjà de persones vivint en cada habitatge era de 2,44 i el nombre mitjà de persones que vivien en cada família era de 3,1.
Per edats la població es repartia de la següent manera: un 26,1% tenia menys de 18 anys, un 15,6% entre 18 i 24, un 23,4% entre 25 i 44, un 19,5% de 45 a 60 i un 15,4% 65 anys o més.
L'edat mediana era de 33 anys. Per cada 100 dones de 18 o més anys hi havia 78 homes.
La renda mediana per habitatge era de 25.545$ i la renda mediana per família de 35.854 $. Els homes tenien una renda mediana de 29.434 $ mentre que les dones 22.813 $. La renda per capita de la població era de 13.354 $. Entorn del 14,8% de les famílies i el 21,5% de la població estaven per davall del llindar de pobresa.

## Poblacions properes
El següent diagrama mostra les poblacions més properes.